# François Sénémaud
François Sénémaud, né le 12 juin 1957, est un diplomate français. 

## Biographie
Titulaire d'un DEA d'histoire et civilisations, diplômé de l'IEP de Paris et de l'École nationale d'administration (ENA) (promotion Léonard de Vinci), il exerce ses fonctions en alternant postes de terrain (Nouvelle-Calédonie, Amman, Madrid, Beyrouth et Vientiane) et au Quai d'Orsay.
Il est notamment ambassadeur au Laos de 2008 à 2012, année où il est nommé directeur du renseignement au sein de la direction générale de la Sécurité extérieure (DGSE).
Il exerce par la suite la fonction d'ambassadeur de France en Iran jusqu'à août 2018 puis devient représentant personnel du Président de la République Emmanuel Macron pour la Syrie, en l'absence d'une ambassade officielle à Damas, fermée en 2012. De 2021 à mai 2024, il a exercé la fonction d'ambassadeur de France en Belgique. 